# Trichemeopedus holzschuhi
Trichemeopedus holzschuhi är en skalbaggsart som beskrevs av Stefan von Breuning 1975. Trichemeopedus holzschuhi ingår i släktet Trichemeopedus och familjen långhorningar. Inga underarter finns listade i Catalogue of Life.